# Nofertari
Nofertari Merenmut vagy Meritmut  ( a név jelentése: gyönyörű társ, Mut kedveltje";) i. e. 13. század első fele) ókori egyiptomi királyné, II. Ramszesz fáraó felesége; a nyolc királyné közül, akik Ramszesz uralma alatt a nagy királyi hitves címet viselték, ő a mai napig a legismertebb.

## Élete
Nofertari származása ismeretlen, feltehetőleg előkelő, de nem királyi családba született. Sírjában egy gombon a XVIII. dinasztia végén uralkodó Ay fáraó nevét találták meg, és lányának, Meritamonnak a szobra Ay szülővárosában, Ahmímban került elő a város védőistene, Min templomából; ennek kapcsán feltételezték, hogy Nofertari rokonságban állt Ay családjával.
Ramszesz még trónörökös korában vette feleségül Nofertarit, aki a neki emelt szobrok, sírfeliratai és főleg a neki szentelt kisebbik Abu Szimbel-i templom miatt a legismertebb felesége. Első gyermekeik is még a fáraó trónra lépte előtt születtek meg. Nofertari volt az anyja többek közt Ramszesz elsőszülött fiának, Amonherkhopsefnek, és a fáraó legismertebb lányának, Meritamonnak. Összesen hat gyermekről tudjuk, hogy biztosan Nofertari volt az anyjuk, és még néhányról feltételezték.
Nofertari több hadjáratra is elkísérte férjét, a kádesi csatába is vele tartott. A hettitákkal való békekötés után diplomáciai levelezést folytatott III. Hattusilis hettita király feleségével, Putuhepával; ékírásos levelei fennmaradtak Hattusasban, a Hettita Birodalom fővárosában. A diplomáciai levelekben Naptera néven említik.

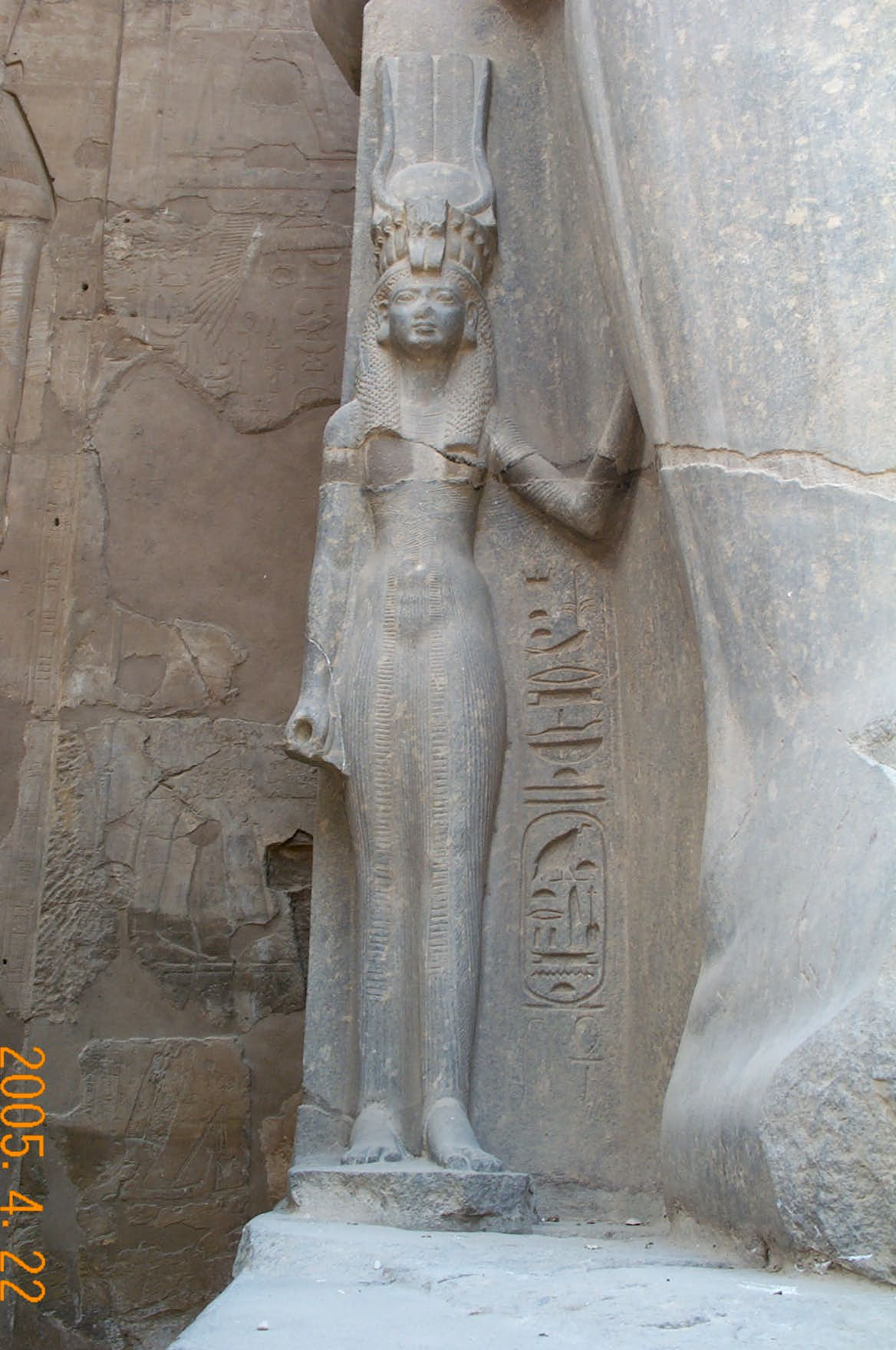
Nofertari a luxori kolosszus lábánál

A fennmaradt templomokban és más emlékműveken Ramszesz feleségei közül Nofertarit ábrázolják a legtöbbször. Alakja a legtöbb szobrán a hagyománynak megfelelően jóval kisebb, mint férjéé, csak a térdéig vagy még addig sem ér; egyes szobrai azonban a fáraóéval csaknem azonos magasságúak – ezek korábbi, III. Amenhotep által megkezdett és Ramszesz által befejezett szobrok, melyek eredetileg Amenhotep feleségét, Tije királynét ábrázolták volna, aki gyakran jelent meg igen prominens módon az ábrázolásokon. Nofertarinak két szobra azonos magasságú Ramszesz szobraival: a neki emelt Abu Szimbel-i templom bejáratát szegélyező hat szobor közül az a kettő, ami őt ábrázolja.
Az Abu Szimbel-i templom felszentelésén, ami a 24. uralkodási évben történt, Nofertari is részt vett, de feltehetőleg már betegen; a templom isteneinek való áldozatbemutatáskor lánya, Meritamon látja el a királyné szertartásos teendőit. Az bizonyos, hogy a 30. uralkodási évet már nem érte meg, az ekkor megrendezett jubileumi ünnepségek ábrázolásain ugyanis már nem szerepel.

## Gyermekei
Ramszesz és Nofertari közös gyermekei azonosításában segít, hogy a királynénak épített kisebbik Abu Szimbel-i templomon szereplő hat gyermek valószínűleg kettejüké. Nofertari fiai voltak Amonherkhopsef (más néven Amenherwenemef), Paréherwenemef, Meriré és Meriatum (a hercegek listáján az 1., 3., 11. és 16.), akik magas rangot viseltek a hadseregben illetve a papságban. A legidősebb fiú sokáig trónörökös volt, de Nofertari fiai végül mind apjuk előtt haltak meg, és a másik főfeleség, Iszetnofret egyik fia, Merenptah lett a következő uralkodó.
Nofertari lányai közül Meritamonról és Henuttauiról (4. és 7. a hercegnők listáján) tudni biztosan, hogy az ő gyermekei voltak. Meritamon később királynéi címet viselt. Az Abu Szimbel-i templom szobrain látható Baketmut, Nofertari és Nebettaui hercegnőkről feltételezték, hogy szintén az ő gyermekei, de erre komolyabb bizonyíték nincs.

## Címei

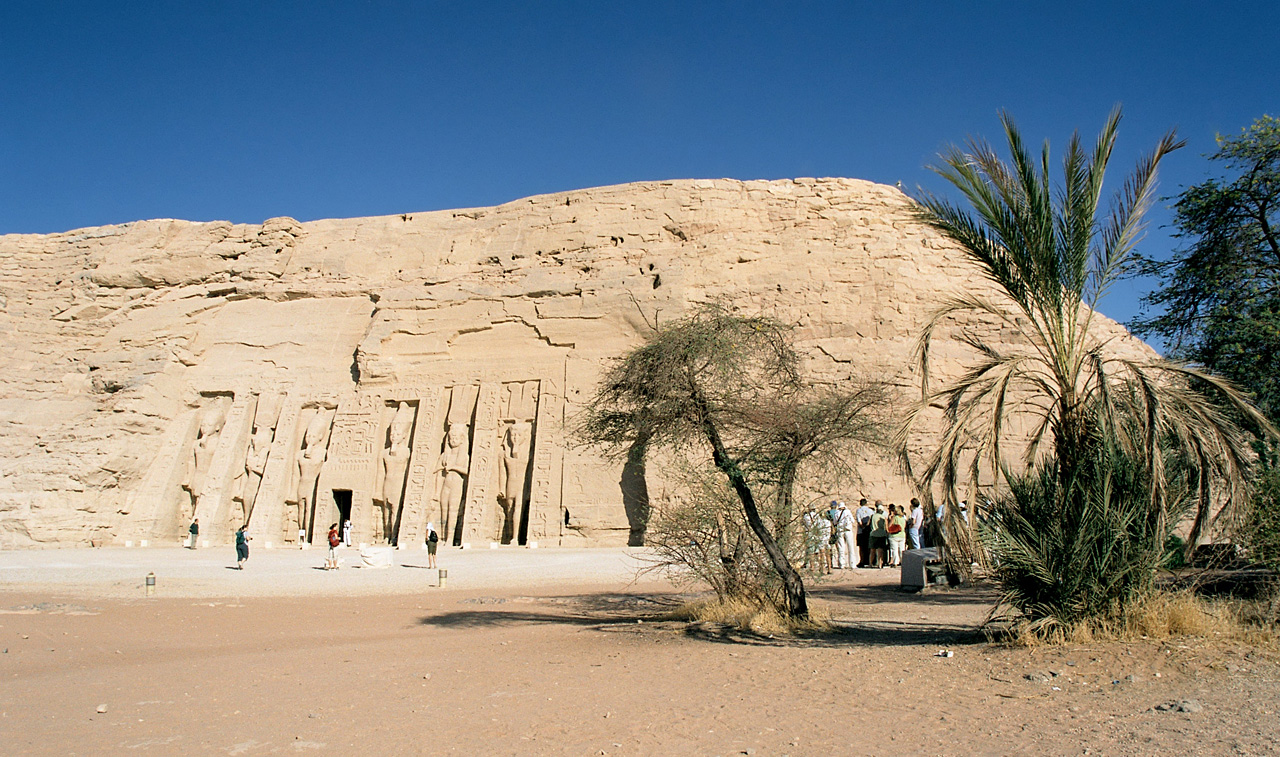
Nofertari temploma Abu Szimbelben

Nofertari címei, melyek a feliratokon előfordulnak:
Nagy királyi hitves (ḥm.t-nỉswt wr.t), Szeretett nagy királyi hitves (ḥm.t-nỉswt wr.t mrỉỉt=f), A Két Föld úrnője (nb.t-t3.wỉ), Minden föld asszonya (ḥnwt-t3.w-nb.w), Alsó- és Felső-Egyiptom asszonya (ḥnwt-šmˁw-mḥw), Örökös hercegnő (ỉrỉỉ.t-pˁt), Nagy kegyben álló (wr.t-ḥzwt), Édes szeretetű (bnr.t mrwt), A kegyelem úrnője (nb.t-ỉm3.t), Az isten felesége (ḥm.t-nṯr), Az erős bika felesége (ḥm.t-k3-nḫt).
Ramszesz úgy is hivatkozott feleségére, hogy „ő, akiért a Nap felkel”. Második neve, a Merenmut vagy Meritmut (Mut kegyeltje) Ámon főisten feleségével, Muttal hozza összefüggésbe (Ramszesz egyik neve Meriamon, „Ámon kegyeltje” volt).

## Sírja

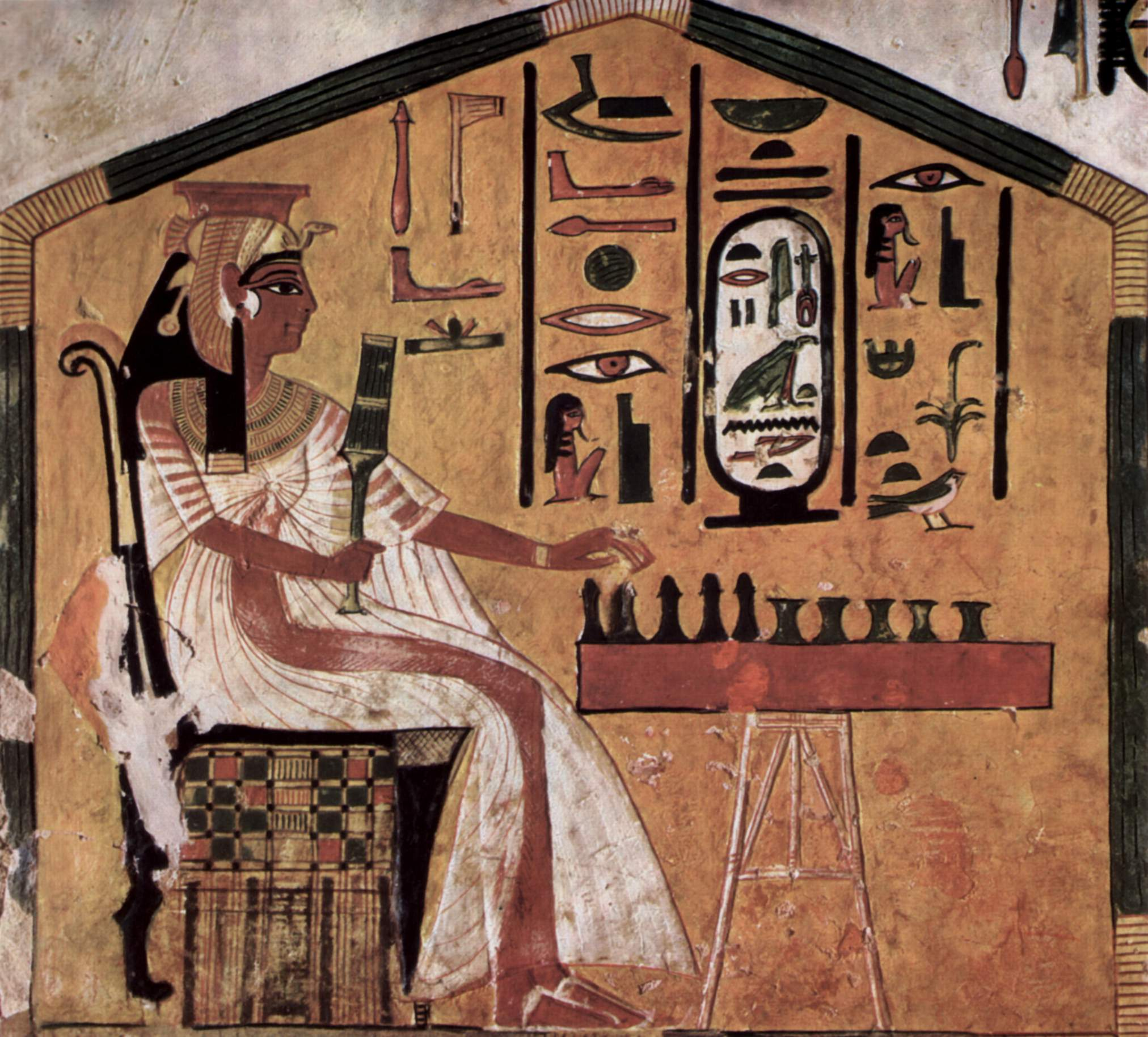
Nofertari szenetet játszik

Nofertari sírja a Királynék völgye 66. számú sírja, egyben az egyik legszebb állapotban fennmaradt óegyiptomi sír.
A sír egyszerű alaprajzú, hajlított tengelyű. A dekorációt a gyenge mészkő miatt nem magába a sír falába, hanem az erre felvitt vastag vakolatrétegbe faragták. A falfestmények a királyné útját ábrázolják, amint temetése után eljut a túlvilágra. A sírkamra falain Ramszesz Nofertariról írt szavai olvashatóak: „Iránta érzett szerelmem egyedülálló – senki nem léphet a nyomába, mert ő a legszebb nő a világon. Elég volt a közelembe érnie, és elrabolta a szívem.”
A sírt már az ókorban kirabolták, a múmiából csak lábának egyes részei maradtak fenn. A sírt 1904-ben fedezte fel egy torinói régészeti expedíció, melyet Ernesto Schiaparelli vezetett. Az 1950-es években a sír a falfestmények károsodása miatt (a díszítés alapozásához felvitt vakolatréteg a lerakódott sóréteg miatt leválással fenyegetett) zárva állt a nagyközönség előtt, 1986 és 1992 között restauráló munkát folytattak benne, és 1992 novemberétől korlátozottan, de nyitva áll a látogatók előtt.